# Dorymyrmex tener
Dorymyrmex tener är en myrart som beskrevs av Mayr 1868. Dorymyrmex tener ingår i släktet Dorymyrmex och familjen myror.

## Underarter
Arten delas in i följande underarter:
- D. t. donisthorpei
- D. t. tener